# 이식쿨주
이식쿨주(러시아어: Иссык-Кульская область, 키르기스어: Ысык-Көл областы)는 키르기스스탄의 주로, 주도는 카라콜이며 인구는 437,200명(2009년 기준), 면적은 43,100km2이다. 북쪽으로는 카자흐스탄 알마티 주, 서쪽으로는 추이 주와 인접해 있으며 남서쪽으로는 나린 주, 남동쪽으로는 중국 신장 위구르 자치구와 인접해 있다. 주 이름은 이식쿨호에서 유래된 이름이다.

## 인구
| 연도                                | 인구    | ±% p.a. |
| ----------------------------------- | ------- | ------- |
| 1970                                | 314,386 | —       |
| 1979                                | 350,634 | +1.22%  |
| 1989                                | 403,917 | +1.42%  |
| 1999                                | 413,149 | +0.23%  |
| 2009                                | 438,389 | +0.59%  |
| 2021                                | 501,933 | +1.13%  |
| Note: resident population; Sources: |         |         |